# Clone Manga
Clone Mangaは、ウェブコミック作家ダニエル・キム(Daniel Kim)のウェブサイト。これまでに『Nana's Everyday Life』『Paper Eleven』『April & May』の三作品を完結させており、また現在『Kanami』『Penny Tribute』『Momoka Corner』『Tomoyo42's Room』が連載されている。作品は全て英語で発表されているが、同サイト内で他言語に翻訳されたものも閲覧することができる。
また、匿名画像掲示板 4chanにおける「Desu」などのミーム(流行)の源となっている。

## ダニエル・キム
ダニエル・キム(1983年、カナダ・オンタリオ州トロント生まれ)は自らのウェブサイトClone Mangaで創作を発表しているカナダ人ウェブコミック・アーチスト。サイトの名前が示すように彼の作品はマンガやアニメに影響され、時に直接的に参照をすることもある。参照される作品の例として、『エルフェンリート』、『カードキャプターさくら』や『GUNSLINGER GIRL』がある(下記作風の項参照)。
その成功とネット上での著名さから、彼はConnectiCon 2006(英語版:ConnectiCon、米コネティカット州、ハートフォードで開催されるアニメやSFなどの大会)のスペシャルゲストとして招待されている。フレッド・ギャラガーは彼の作品(特にPaper Eleven)におけるストーリーの巧みさを「注目に値する」として、彼を賞賛している。

### 作風
ダニエル・キムの作品はその多くが、マンガやビジュアルノベル風のアニメ絵で描かれている。多くはナンセンスなギャグ漫画として描かれ、流血や殺人などの猟奇描写や、ジョージ・W・ブッシュアメリカ大統領を登場させるなど政治的なパロディーも含まれる。
また、それ自体が日本の漫画作品等のパロディーである作品もある(『Nana's Everyday Life』、『Tomoyo42's Room』)。

## 作品

### April & May
ウォータールー大学の二人の女子学生「エイプリル」と「メイ」を主役とした四コマ漫画であったが、三部：八小節で構成され、一部毎にかなり異なる内容となっている。現在オリジナルの英語以外に、ドイツ語、日本語に翻訳されている。2006年6月29日に連載終了。
第一部(1話から17話)においては明確な方向性はなく、暴力等の過激な描写も他作品と比較すると少ない。
第二部(18話から56話)の開始からキャラクターは唐突にパペットとして描かれ、その描写は第二部の中盤まで続く。作品中もっともストーリーを感じさせ、最長の部でもある。ストーリーとしては大まかに、メイが犬に飲み込まれ救出されるまでの流れと、エイプリルが大学を退学させられていたことが発覚したためにその祖国であるモナコに飛行機で帰る流れの二つに分かれる。
第三部(57話から66話)はこの作品の最も異常な箇所であり、冒頭においてそれまでの設定を「UNIVERSE RISET」としてなかったことにし、二人の間には「ジューン」(June)という小学生の子供がいることになり、主役もほとんどそのジューンに転換となる。また作品のタイトル自体も「April & May」から「April & May & June」に変更されている。最後の小節「The Last Laugh」は、貿易センタービル内の一室で談笑する一家の元にハイジャックされた飛行機が突入してくるというものであり、三人の燃えて灰になるという描写の後、合成の写真の上に「the end」とのみ表示される。以上のようにして作品は幕切れとなる。また、この9/11の描写は同ウェブサイト内の他作品『Tomoyo42's Room』ともリンクしている。

### Nana's Everyday Life
『エルフェンリート』のキャラクター「ナナ」(Nana)を主人公としたパロディー作品。『GUNSLINGER GIRL』からも、キャラクターや設定の一部が引用されている(作中におけるパロディー参照)。オリジナルの英語版の他、日本語、ドイツ語等、十二の言語に翻訳されている。2005年8月27日連載終了。

#### 形式・内容
四コマ漫画のように同サイズのコマを縦に並べる形式(コマ数自体は5コマを基本とし、それに限らない)。ストーリーは連続性を保っており、1話から最終である78話まで同一の世界が語られる。
ほのぼのとした画風でありながら、内容は非常に精巧に仕組まれた悲劇でありシリアス。ほぼ全編に渡りナナは手足のない姿で描かれる。

#### 作中におけるパロディー
- 漫画『GUNSLINGER GIRL』からキャラクターとして「ヘンリエッタ」(Henrietta)、「リコ」(Rico)、「トリエラ」(Triella)の三人と、「社会福祉公社」(Social Welfare Department)が登場する。性格設定はオリジナルとは異なる。また、名前のみの登場として「ジョゼ」(jose)。(2話目以降)
- 2chのアスキーアート(AA)「クマー」が登場する。作中での描写は、同キャラクターが匿名画像掲示板の4chanにおいて"ペドベアー"と呼ばれるペドフィリアのマスコットキャラクターとされていることに由来する。(3話目)
- 漫画『月詠』からの引用として、「ネコミミモード」(NEKOMIMI MODE)とキャラクターが叫ぶ。(16話、17話)
- ゲーム『メタルギアソリッド』(21話)